# Werbach
Werbach es un municipio del Distrito de Meno-Tauber, en el estado federado de Baden-Wurtemberg, Alemania. En 2010 la ciudad tenía una población de 3.478 habitantes.

## Distritos del municipio
El municipio consta de los siguientes distritos: Brunntal, Gamburg, Niklashausen, Wenkheim, Werbach y Werbachhausen.

## Monumentos y sitios de interés

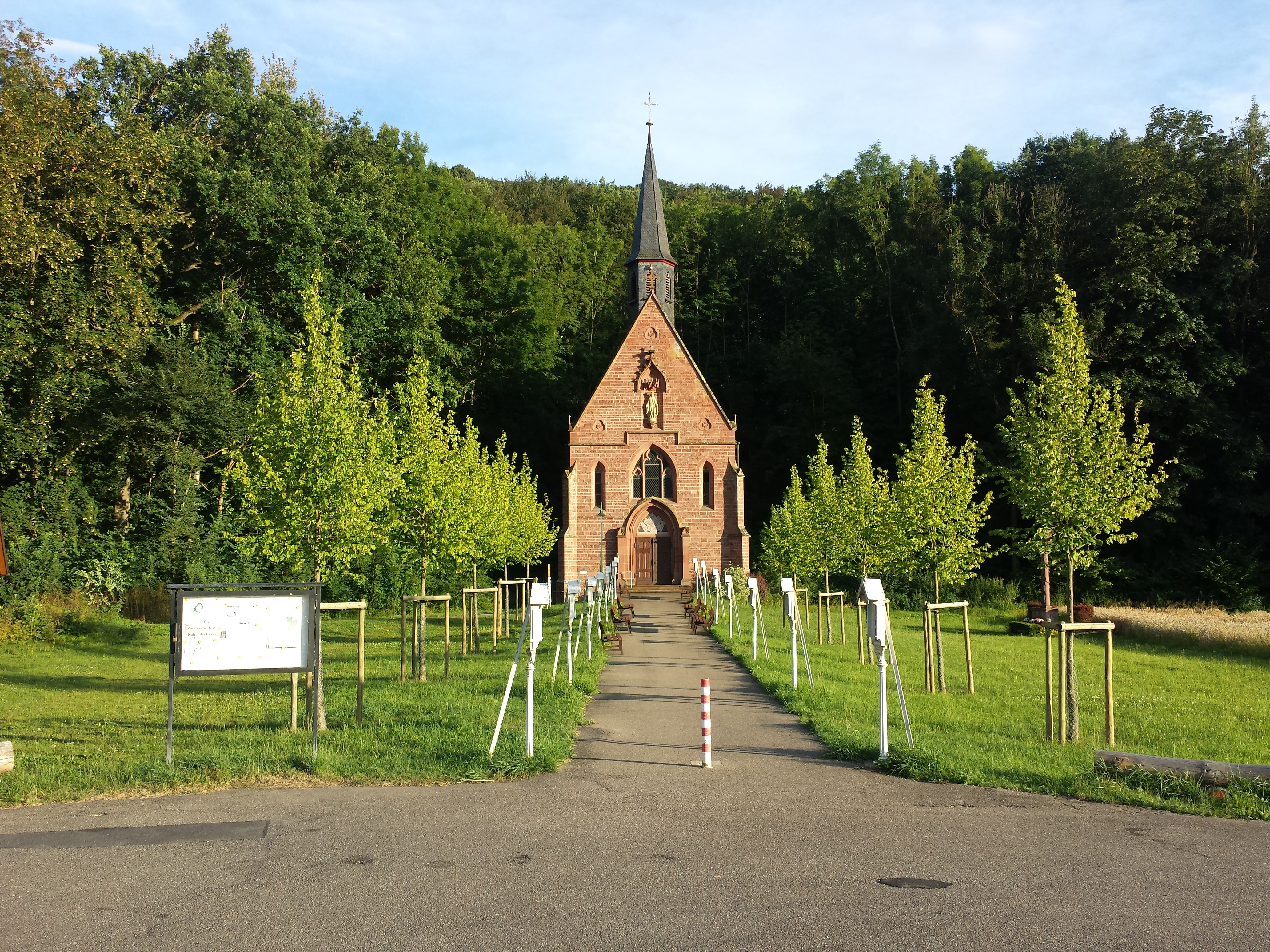
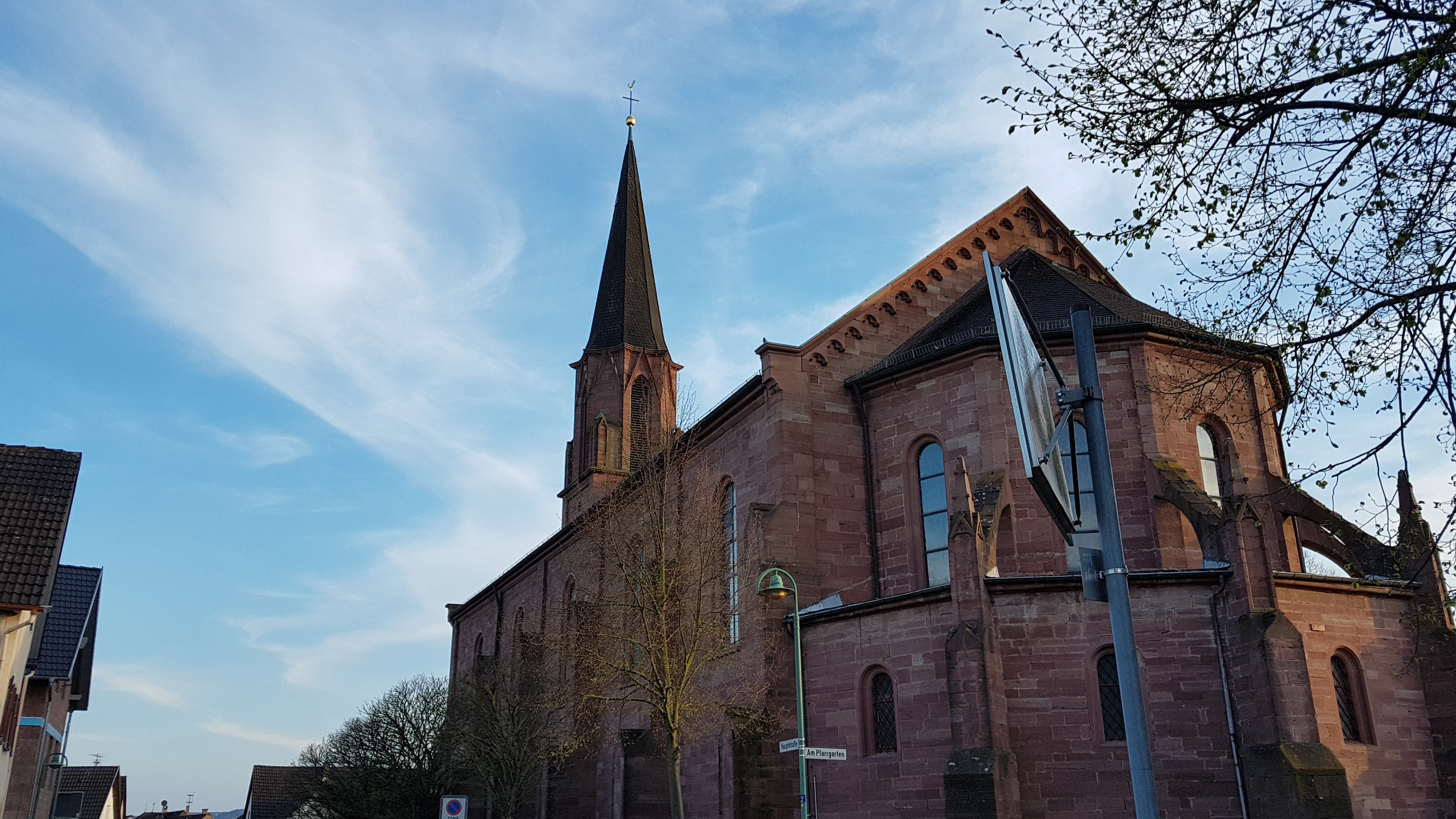